# Coleoxestia cinnamomea
Coleoxestia cinnamomea es una especie de escarabajo longicornio del género Coleoxestia, tribu Cerambycini, subfamilia Cerambycinae. Fue descrita científicamente por Gounelle en 1909.

## Descripción
Mide 11-19 milímetros de longitud.

## Distribución
Se distribuye por Argentina, Brasil y Paraguay.